# André Geraldes
André Geraldes de Barros (Maia, Oporto, Portugal, 2 de mayo de 1991) es un futbolista portugués que juega como defensa en el Casa Pia A. C. de la Primeira Liga.

## Trayectoria
Se formó en el F. C. Maia Lidador y en 2010 fichó por el Rio Ave F. C., equipo que lo cedió al G. D. Chaves y al Clube Desportivo das Aves en las temporadas 2010-11 y 2011-12, respectivamente. A continuación, fichó por el Estambul Başakşehir FK, donde pasó una temporada y media hasta que fue prestado al C. F. Os Belenenses hasta el final de la campaña 2013-14. En junio de 2014 se anunció su contratación por el Sporting de Lisboa. Disputó la Liga Europa de la UEFA en la temporada 2015-16.
El 13 de julio de 2018 se confirmó su cesión al Real Sporting de Gijón para la temporada 2018-19. Una temporada después fue cedido al Maccabi Tel Aviv F. C. En septiembre de 2020 se desvinculó definitivamente del conjunto lisboeta y firmó por dos años con el APOEL de Nicosia. En Chipre estuvo hasta enero de 2021, momento en el que regresó al Maccabi Tel Aviv F. C.
Esta segunda etapa en Israel finalizó tras la campaña 2022-23 y entonces volvió a Portugal para jugar en el Casa Pia A. C.

## Clubes
| Club                      | País     | Año       |
| ------------------------- | -------- | --------- |
| F. C. Maia Lidador        | Portugal | 2009-2010 |
| G. D. Chaves              | Portugal | 2010-2011 |
| C. D. Aves                | Portugal | 2011-2012 |
| Estambul Başakşehir F. K. | Turquía  | 2012-2014 |
| C. F. Os Belenenses       | Portugal | 2014      |
| Sporting de Lisboa "B"    | Portugal | 2014-2015 |
| C. F. Os Belenenses       | Portugal | 2015-2016 |
| Vitória F. C.             | Portugal | 2016-2017 |
| Sporting de Lisboa "B"    | Portugal | 2017      |
| C. F. Os Belenenses       | Portugal | 2017-2018 |
| Real Sporting de Gijón    | España   | 2018-2019 |
| Maccabi Tel Aviv F. C.    | Israel   | 2019-2020 |
| APOEL de Nicosia          | Chipre   | 2020-2021 |
| Maccabi Tel Aviv F. C.    | Israel   | 2021-2023 |
| Casa Pia A. C.            | Portugal | 2023-     |

## Palmarés

### Campeonatos nacionales
| Título                 | Club                   | País   | Año  |
| ---------------------- | ---------------------- | ------ | ---- |
| Liga Premier de Israel | Maccabi Tel Aviv F. C. | Israel | 2020 |
| Copa de Israel         | Maccabi Tel Aviv F. C. | Israel | 2021 |